# Aegviidu
Aegviidu (německy Charlottenhof) je městys (Aegviidu vald) v estonském kraji Harjumaa, spadající pod samosprávnou obec Anija.
Aegviidu leží na hlavní estonské dvoukolejné trati Tallinn–Tapa. Ve stanici Aegviidu končí příměstské elektrické vlaky společnosti Eesti Liinirongid, neboť dále ve směru na Tapu již trať není elektrifikována.

## Galerie

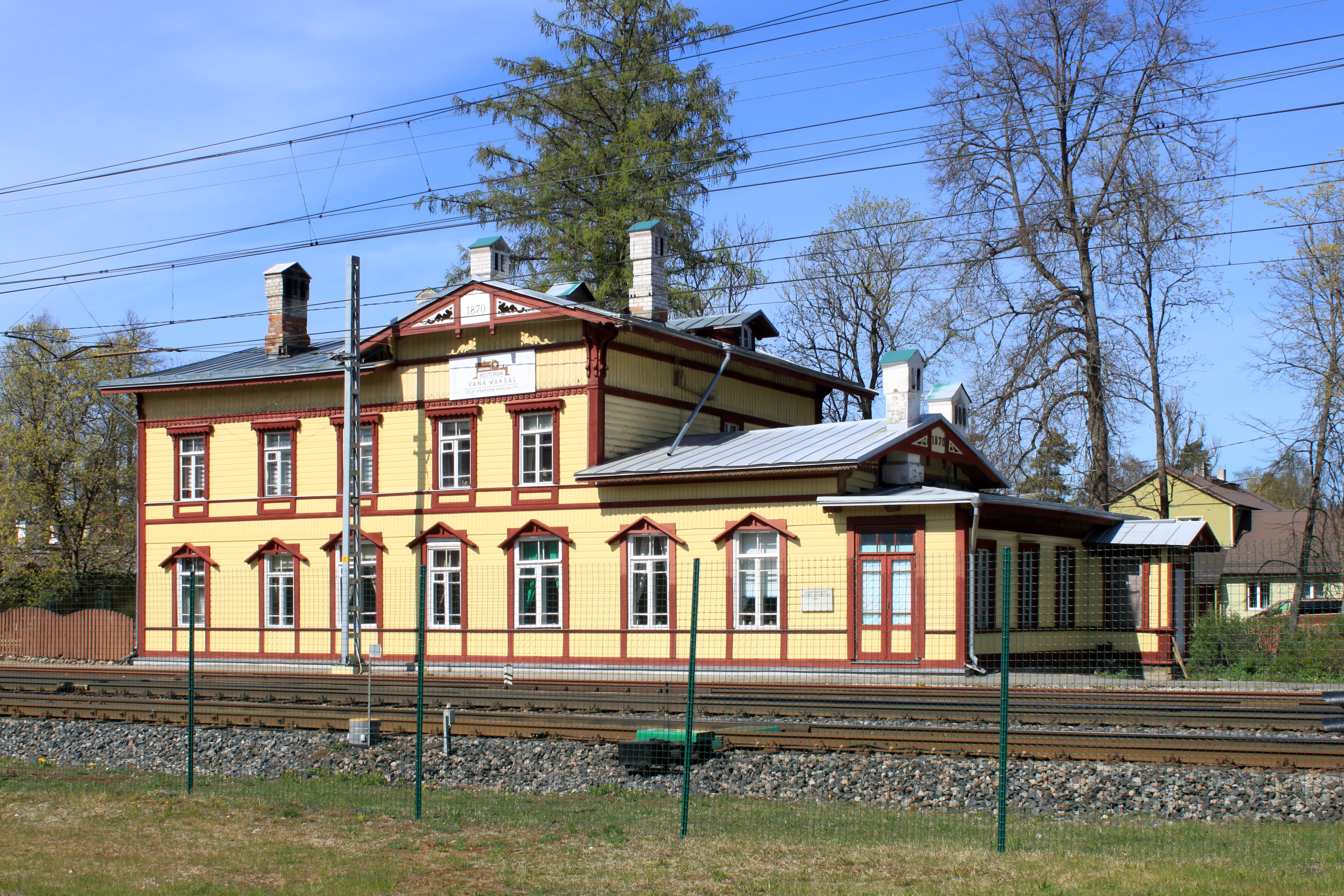
Nádraží v květnu 2020 (restaurace “Vana Waksal”)
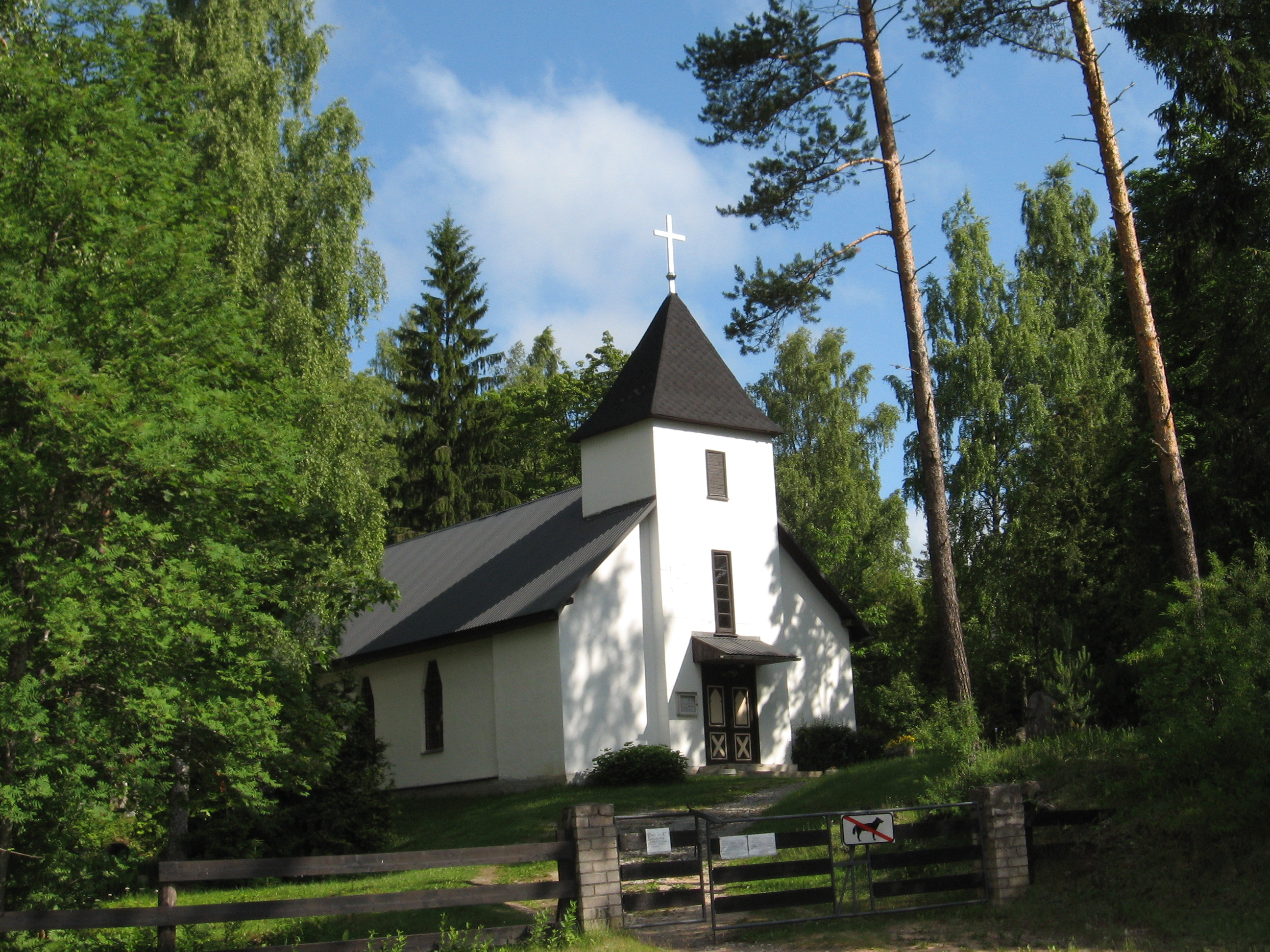
Starý hřbitov se hřbitovní kaplí
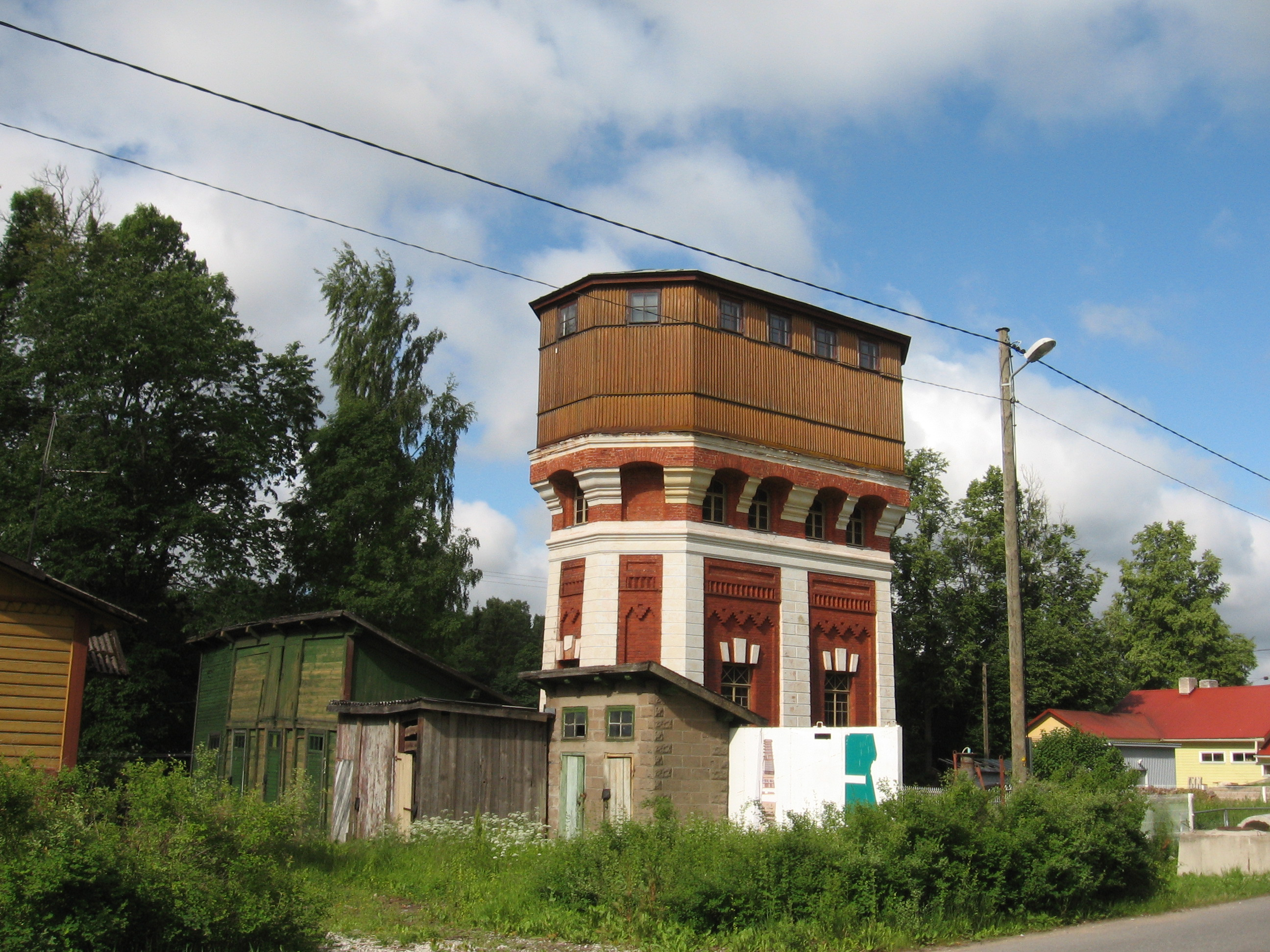
Vodárna aegviidského nádraží
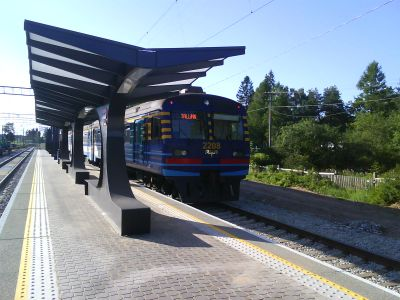
Nástupiště aegviidského nádraží
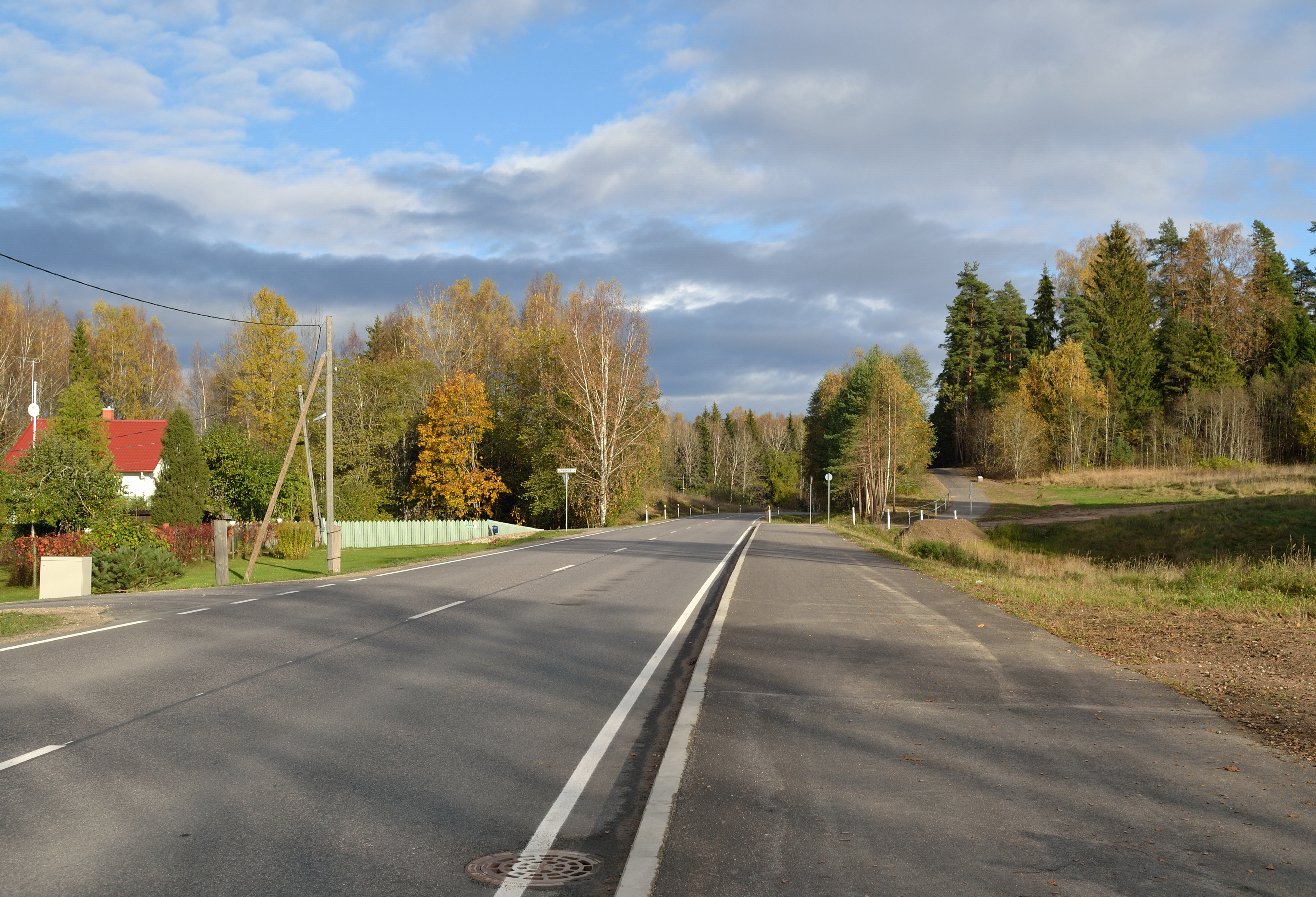
Silnice Jägala–Käravete, protínající městys
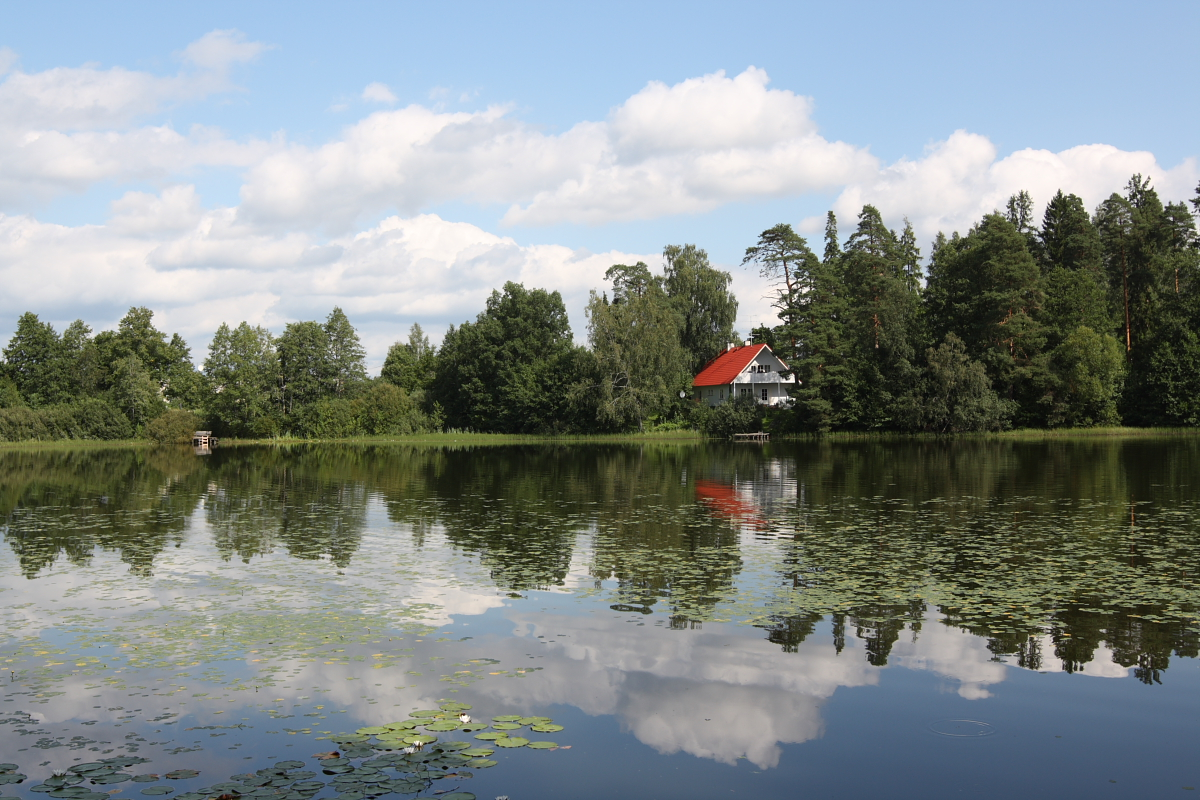
Nikerjärv, jedno z jezer ležících na území městyse
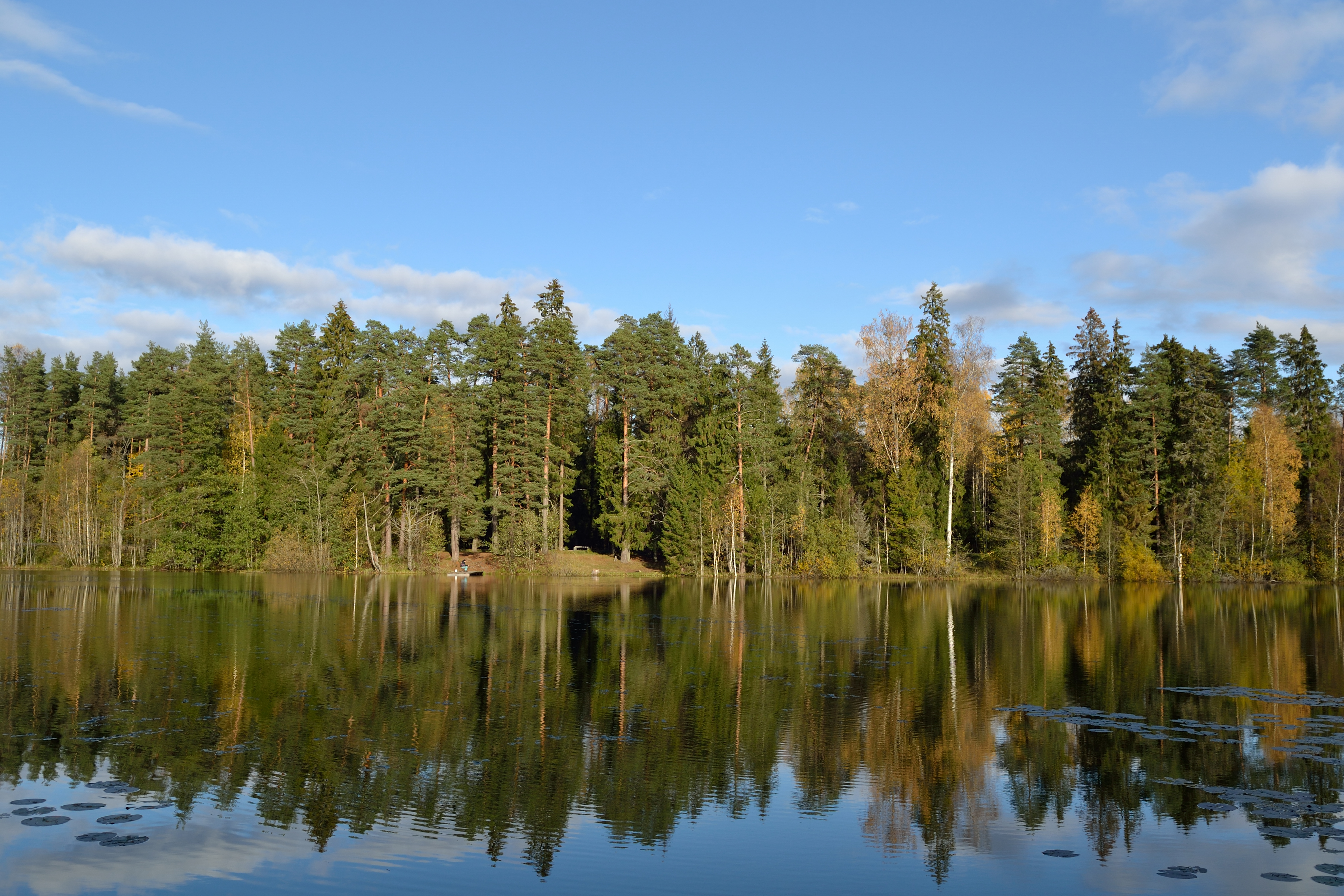
Vahejärv, jedno z jezer ležících na území městyse
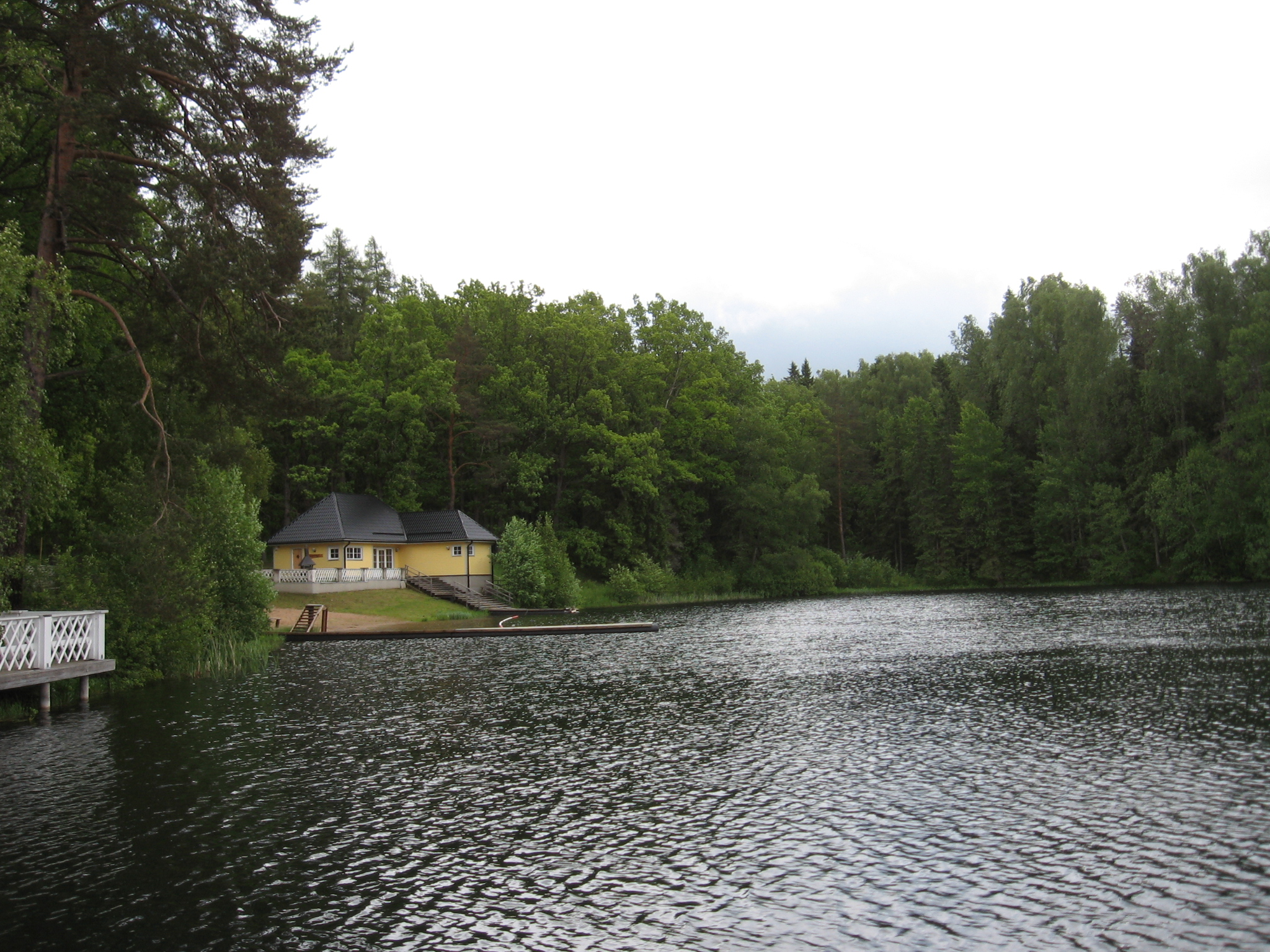
Purgatsi, jedno z jezer ležících na území městyse